# Cheval au Laos
Le cheval au Laos (lao : ມ້າ / ma) est représenté par une race locale adaptée au climat tropical du Laos, le Lao. L’élevage de chevaux a vraisemblablement peu d’importance, avec un cheptel de 31 000 têtes environ en 2017, destiné au portage sur un bât.
Come d'autres pays d'Asie du sud-Est, le Laos est frappé par des épidémies de surra, qui affectent surtout les chevaux et les bovins.

## Histoire

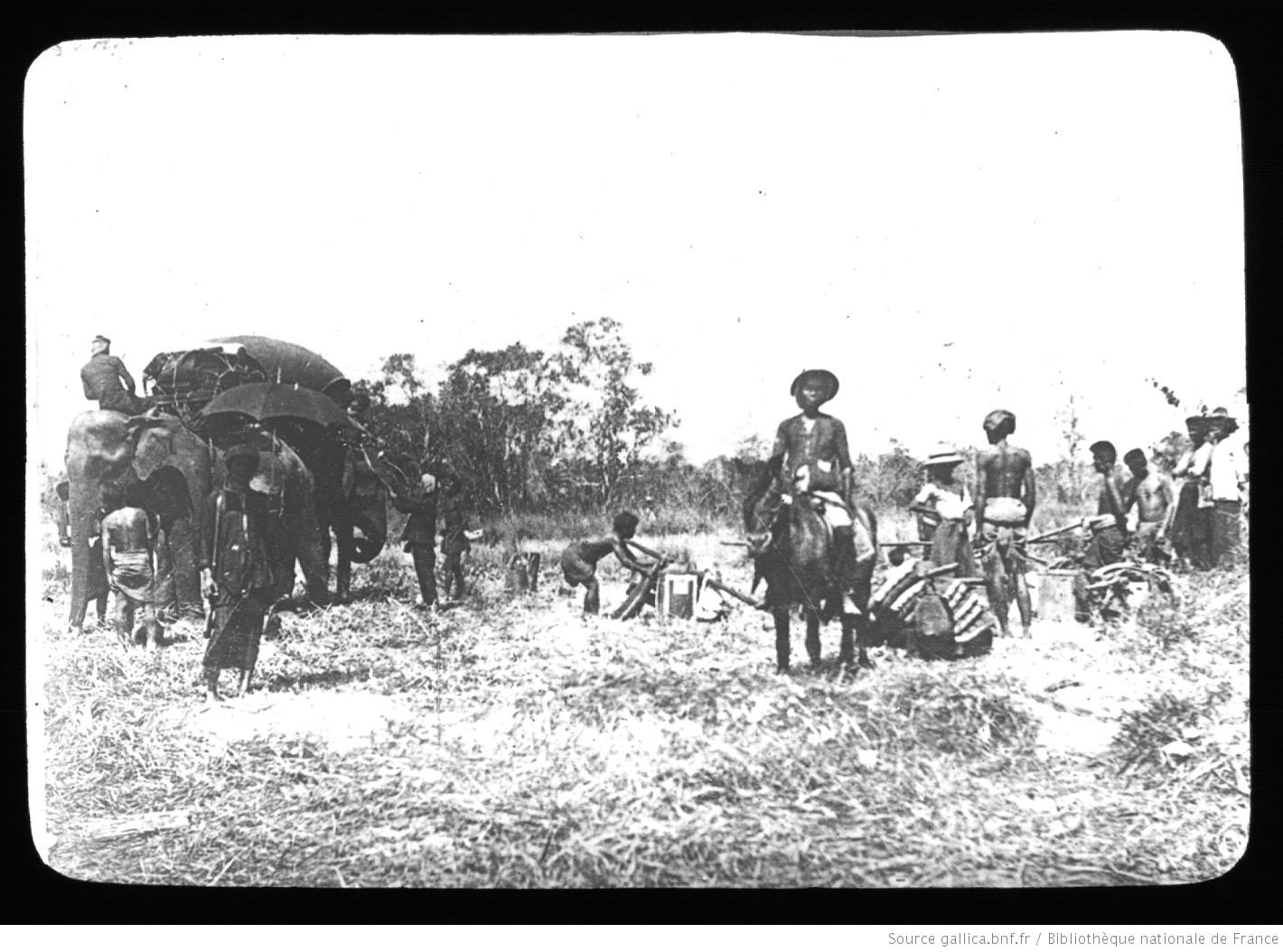
Levée de camp à Kieng Hong, vers 1895.

L’utilisation du cheval en Asie du Sud-Est pourrait avoir un lien avec le défrichement des côtes et la disparition d’un biotope adapté à l’éléphant et au buffle. L'envoyé diplomatique français Simon de La Loubère décrit le roi du Siam (en 1693) comme ayant sous ses ordres « une garde à cheval permanente étrangère, qui consiste en cent trente gentilshommes », composée de « Maures » (en fait, de moghols), plus quelques gardes à cheval supplémentaires de « Meens » (probablement des Khmers) et de Laos.
Dans les années 1950 et 1960, il est courant qu'un foyer laotien possède au moins un cheval.
En 2014, les Viêt Keu de Xieng Khouang (vietnamiens résidant hors du Viêt Nam) fêtent le têt du cheval au Laos, ce qui donne lieu à une visite du ministre lao de l'Intérieur, Khamphanh Philavong, et de l'ambassadeur du Vietnam au Laos, pour célébrer l’amitié entre les deux pays.

## Pratiques et usages
Les chevaux locaux sont très probablement bâtés et employés pour diverses tâches de travail. Le secteur du tourisme équestre est en développement. 
Les Laotiens prennent généralement grand soin de leurs chevaux, qu'ils pansent précautionneusement.

## Élevage
En 2017, dans l'ouvrage Equine Science, la population chevaline laotienne est estimée à 31 000 têtes, ce qui représenterait 0,05 % de la population chevaline mondiale. Il n'existe pas d'estimation dans le guide Delachaux. 
Cependant, l'élevage des chevaux revêt vraisemblablement peu d'importance. 

### Races élevées
La base de données DAD-IS recense une seule race de chevaux élevée sur place, renseignée sous le nom de ma (signifiant « cheval » en lao). Cette même race locale est nommée « Lao » dans le guide Delachaux. 

### Maladies et parasitisme
Le Laos est l'un des foyers épidémiques du surra, une maladie infectieuse transmise aux chevaux et aux bovins par Trypanosoma evansi, via un tabanidé qui pique ces animaux.

## Dans la culture
En 1996, le royaume du Laos a émis un timbre postal mettant à l’honneur le cheval de trait. Une pièce commémorative est frappée en 2002 pour l’année du cheval.
Les Laos ont des légendes de chevaux ailés, montures de héros et porteurs de la bonne humeur au ciel. L'un des plus connus est Manikab (ມະນີກາບ) dans l'épopée Phra Lak Phra Ram et l'épopée de Kalaket. Les héros chevauchent souvent Manikab dans la bataille contre le géant Nyak et d'autres menaces. Manikab est perçu comme un symbole de loyauté. 
La légende de l'héroïne Keo Na Ma, ou « Kéo à face de cheval », raconte l’histoire d’une jeune fille née avec un visage ressemblant à celui du cheval.